# Coelophoris pluriplaga
Coelophoris pluriplaga là một loài bướm đêm trong họ Noctuidae.